# Споменик револуције народа Мославине
Споменик револуције народа Мославине је монументалан споменик код места Подгарић у Мославини, рад вајара Душана Џамоње. Висок је 10, а широк 20 метара.

## Историјска позадина
Мославачка Гора је током Народноослободилачког рата била устаничка и партизанска база Мославине и ширег подручја све до Загреба. У близини села Подгарић је 1942. године била основана партизанска болница „Стара конспирација”. С временом је Подгарић постао центар устанка, те је у њему боравило Поверенство Централног комитета Комунистичке партије Хрватске за северну Хрватску. Уз село су биле подигнуте болнице и радионице, а у самом месту организовани су разни курсеви и одржавале се позоришне представе.

## Рад на споменику
Душан Џамоња добио је 1965. године наруџбу за дизајнирање споменика револуције код малог места Подгарић. То је за њега била нова тема, јер се до тада углавном бавио споменицима посвећеним жртвама фашизма. Џамоња је направио гомилу скица за овај споменик, од којих су му неке послужиле за каснија споменичка остварења. Џамоња је замислио споменик као архитектонски пројекат скулптуре чији су волумени од бетона стављени у такав однос како би до изражаја дошла динамика кретања маса. Споменик је завршен 1967. године, а свечано га је отворио председник СФРЈ, Јосип Броз Тито, 7. септембра.
На прилазу до споменика налази се спомен-костурница у којој су сахрањени посмртни остаци око 1000 погинулих и умрлих бораца у партизанским болницама с тог подручја.

## Дизајн споменика
Овај споменик је један од примера апстрактне пластике, која представља стилизована крила слободе и победе. Крила на споменику су хоризонтално положени ребрасти кракови, од којих су два на једном, а три на другом крилу. Тело споменика спојено је са тлом преко квадратне базе, што симболизује пенетрацију у простор, односно црпљење енергије из саме Земље. Сачасти амблем, састављен од углатих комада светлог алуминијума симболизије живот, што у коначници обедињује споменик у симбол победе живота над смрћу и поразом.

## Галерија
|  | Овај чланак је део чланка о Споменицима посвећеним Народноослободилачкој борби 1941—1945. |

- Поглед на споменик
- Детаљ са стражње стране
- Спомен-плоча на костурници